# Provincie Salerno
Salerno (Provincia di Salerno) je provincie v oblasti Kampánie. Sousedí na severozápadě s metropolitním městem Napoli, na severu s provincií Avellino a na východě s provincií Potenza. Na jihozápadě její břehy omývá Tyrrhenské moře.

## Okolní provincie
| Růžice kompasu | Napoli            | Avellino |         | Růžice kompasu |
| Růžice kompasu |                   | Sever    | Potenza | Růžice kompasu |
| Růžice kompasu | Provincie Salerno |          | Potenza | Růžice kompasu |
| Růžice kompasu | Jih               |          | Potenza | Růžice kompasu |
| Růžice kompasu |                   |          |         | Růžice kompasu |